# Aucacris
Aucacris är ett släkte av insekter. Aucacris ingår i familjen Ommexechidae.
Kladogram enligt Catalogue of Life:
| Aucacris | \| \| Aucacris bullocki \| \| \| \| \| \| Aucacris eumera \| \| \| \| |
|          | \| \| Aucacris bullocki \| \| \| \| \| \| Aucacris eumera \| \| \| \| |
|          | Calcitrena                                                            |
|          |                                                                       |
|          | Clarazella                                                            |
|          |                                                                       |
|          | Conometopus                                                           |
|          |                                                                       |
|          | Cumainocloidus                                                        |
|          |                                                                       |
|          | Descampsacris                                                         |
|          |                                                                       |
|          | Graea                                                                 |
|          |                                                                       |
|          | Illapelia                                                             |
|          |                                                                       |
|          | Neuquenina                                                            |
|          |                                                                       |
|          | Ommexecha                                                             |
|          |                                                                       |
|          | Pachyossa                                                             |
|          |                                                                       |
|          | Spathalium                                                            |
|          |                                                                       |
|          | Tetrixocephalus                                                       |
|          |                                                                       |
|          | Aucacris bullocki                                                     |
|          |                                                                       |
|          | Aucacris eumera                                                       |
|          |                                                                       |

|  | Aucacris bullocki |
|  |                   |
|  | Aucacris eumera   |
|  |                   |